# Eni Corporate University
Eni Corporate University è una Società dell'Eni formata nel dicembre 2001 dall'accorpamento di tutte le attività didattiche del Gruppo.
Di Eni Corporate University fa parte anche la storica Scuola Enrico Mattei, da lui fondata nel 1957 come corso post-universitario in economia e tecnica petrolifera.